# 孝公 (杞)
孝公（こうこう、生年不詳 - 紀元前550年）は、春秋時代の杞の君主。姓は姒、名は匄、あるいは毎亡。桓公の子。紀元前567年3月、桓公が死去すると、後を嗣いで杞伯となった。
紀元前564年10月、晋・斉・魯・宋・衛・曹などの諸侯とともに鄭を攻撃した。紀元前563年春、晋の悼公・斉の世子光・魯の襄公・宋の平公・衛の献公・曹の成公らと呉の柤で会合した。紀元前562年4月、晋・斉・魯・宋・衛・曹などの諸侯とともに鄭を攻撃した。9月、再び諸侯とともに鄭を攻撃し、蕭魚で会合した。紀元前559年1月、呉の向での会合に大夫を派遣して、呉のために楚を攻撃する計画を議論させた。4月、晋・斉・魯・宋・衛・鄭・曹などの諸侯とともに秦を攻撃した。紀元前557年3月、晋・魯・宋・衛・鄭・曹などの諸侯と溴梁で会合した。紀元前555年10月、晋・魯・宋・衛・鄭・曹などの諸侯と魯済で会合し、ともに斉に侵攻した。紀元前553年6月、晋・斉・魯・宋・衛・鄭・曹などの諸侯と澶淵で盟を結んだ。紀元前551年冬、晋・斉・魯・宋・衛・鄭・曹・邾などの諸侯と沙随で会合した。
紀元前550年3月、死去した。在位17年。